# コリウール
コリウール （フランス語:Collioure、カタルーニャ語:Cotlliure）は、フランス、オクシタニー地域圏ピレネーゾリアンタル県のコミューン。

## 地理
スペイン国境から20kmほどの距離にある、地中海に面した町である。かつては、アンチョビ漁で知られる漁村だった。現在は観光業が盛んである。

## 歴史

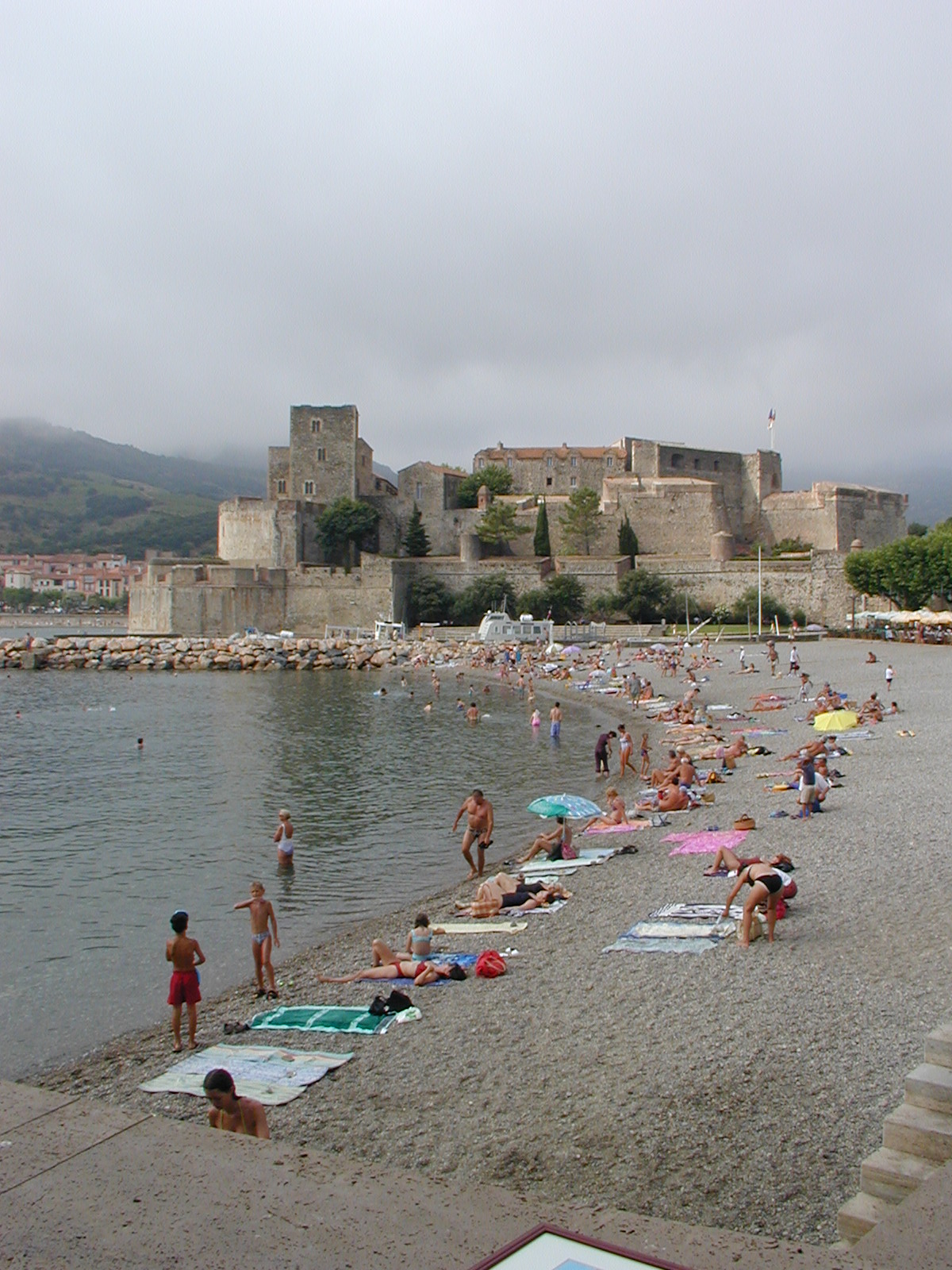
コリウール城

先史時代より人が定住していた。城が建設されたのが673年である。西ゴート王国時代、コリウールは戦略的意義と商業目的を持つ地だった。
城はルシヨン伯のものだったが、子孫が絶えるとアラゴン王が継承し、1343年まではマヨルカ王が領有した。マヨルカ王国時代の1242年から1280年、テンプル騎士団の資金で城が再建され、王城となった。コリウールはルシヨン一の港となった。アラゴン王国時代に貿易が栄えた。織物、油やワイン、香辛料、東方伝来の織物や物産が取引された。
1475年から1481年まで、フランス王ルイ11世がコリウールを占領し、防衛を強化して地名をサン・ミシェル（Saint-Michel）と変更した。シャルル8世はルシヨンをフェルナンド2世へ返還した。カルロス1世時代、コリウールの防衛が整えられた。
1643年、ルイ14世軍がコリウールを占領、1659年のピレネー条約をもって正式にフランスへ併合した。駐屯地の町をつくりたいと思っていたヴォーバンに戦略的役割を再確認され、城の拡張のため旧市街が壊され、サンテルムやミラドールといった新しい砦が築かれた。近郊のポール＝ヴァンドルへの強制退去に脅かされた住民たちは、現在の場所にコリウールの町を再建した。
1793年、スペイン軍がコリウールを占領したが、1794年にデュゴミエ指揮下のフランス軍が奪還した。
1822年、コリウールの一部とバニュルス＝シュル＝メールの一部が合併し、新しくポール＝ヴァンドルができた。19世紀の間、コリウールはアンチョビ漁とワイン生産で経済ブームの中にあった。しかし20世紀初頭から流れは下火となった。代わってポール＝ヴァンドルが成長していった。
1939年、スペイン内戦で敗れた数十万人の共和国軍派がフランスへ逃れた。スペイン難民は収容所に集められ、特に危険視された人々（一部のアナーキストや共産主義者）はコリウール城の特別な収容所に入れられた。1000人近くの人々が刑務所のような収容所に入れられ、人間以下に扱われた。1939年12月にコリウール収容所が閉じられると、彼らはアリエージュ県のル・ヴェルネ収容所へ移送された。
20世紀初頭、コリウールは観光発展に貢献することとなった大きな転換を経験した。1905年5月、秋のサロンでフォービズムと称される前、アンリ・マティスはアンドレ・ドランを伴いコリウールを訪れたのである。マティスはサントロペを発ち、ポール・シニャックは点描法と決別した。マティスは若いドランとコリウールで絵を描いた。これは友情の始まりと実りあるコラボレーションとなった。2人は1905年夏に『チューブから出たそのままの色』を用いて猛烈に制作に没頭した。コリウールのあらゆるもの、港、尖塔、屋根や通りの角が彼らの創作意欲を刺激した。
他にアルベール・マルケ、フアン・グリス、ジョルジュ・ブラック、パブロ・ピカソ、ラウル・デュフィ、レオナール・フジタ、オトン・フリエスがコリウールを訪れた。

## みどころ
- ノートルダム・デザンジュ教会 - 17世紀ゴシック様式。三方を海に囲まれた鐘楼を持つ。かつて鐘楼は灯台の役目を持っていた。ヴォーバンによって教会が壊されると、コミューンは峠近くに新しい教会を建設する許可を得た。しかしヴォーバンはより港の海底が深いポール＝ヴァンドルを選び、コリウールの開発は中止されてしまった。
- コリウール城 - ヴァンセンヌ城と並び、中世に宮廷が置かれた古い城。

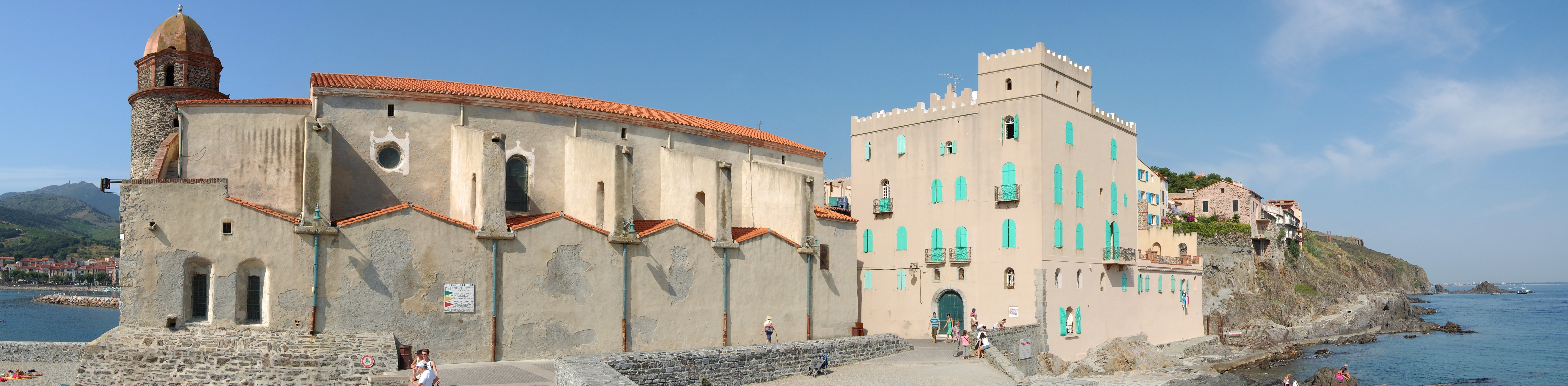
ノートルダム・デザンジュ教会パノラマ

## コリウールを描いた絵画

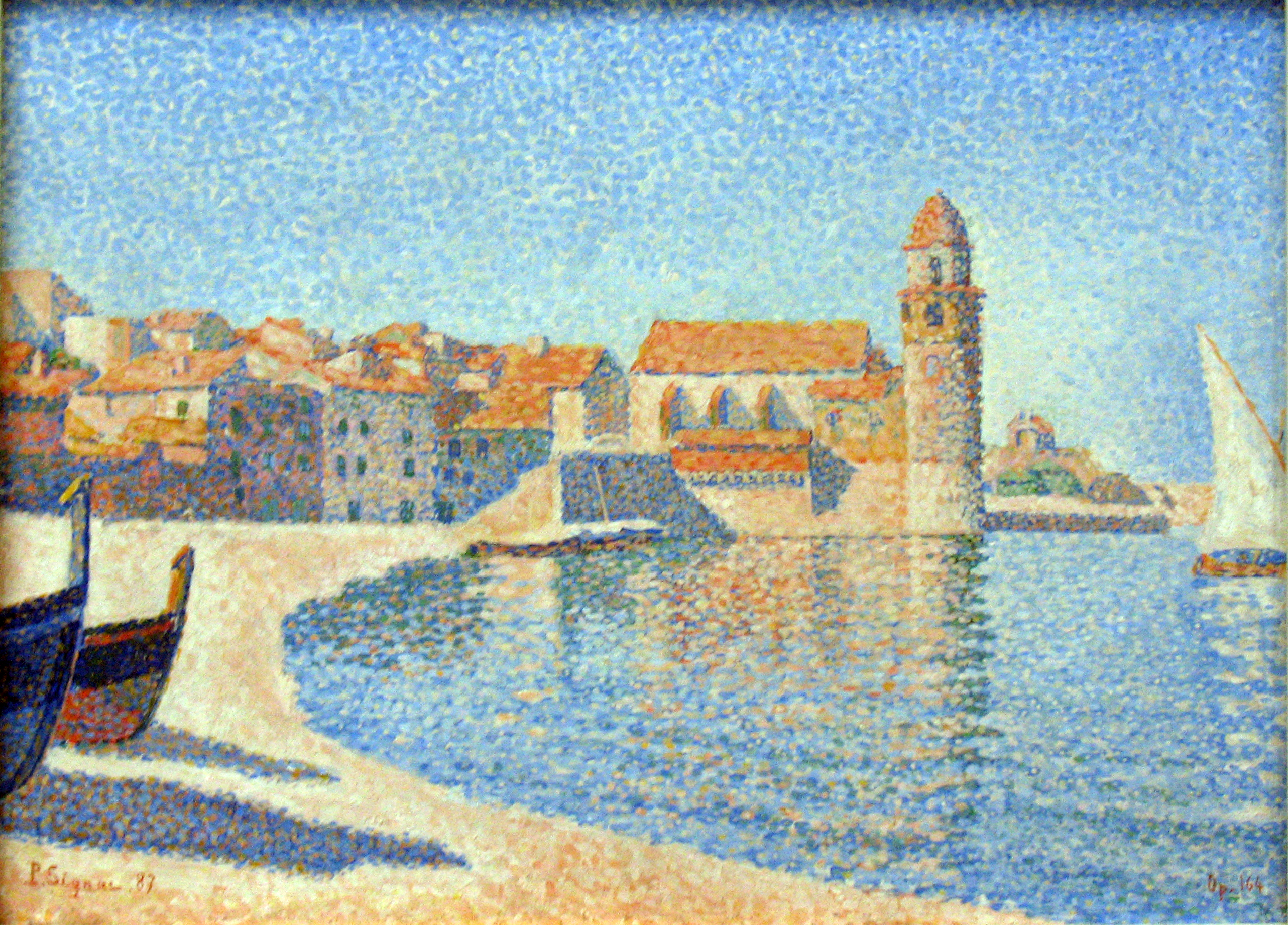
「コリウールの風景」 (画)ポール・シニャック
「コリウールの帆船」 (画)アンリ・マルタン
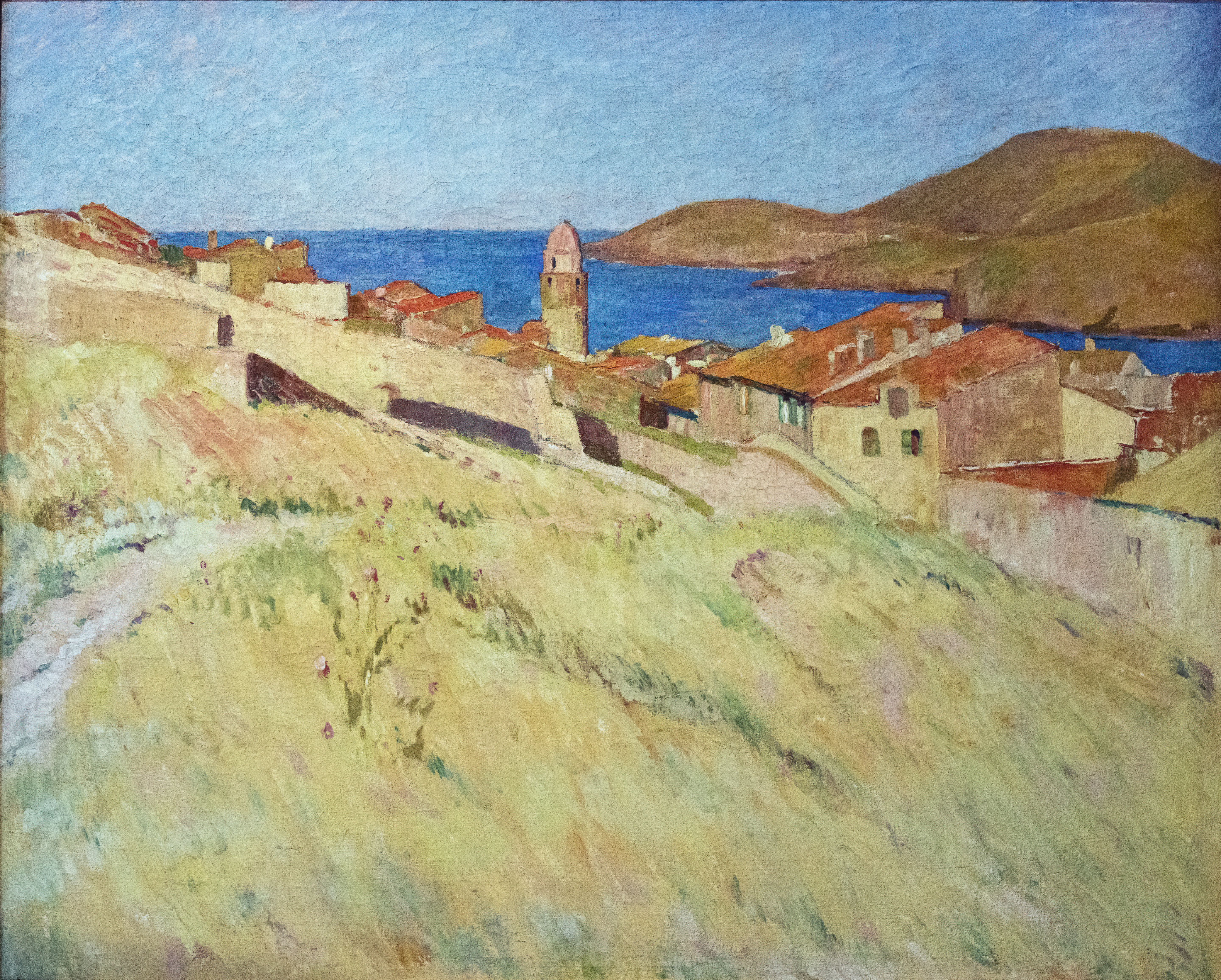
「コリウールの風景」 (画)ジョルジュ＝ダニエル・ド・モンフレイ
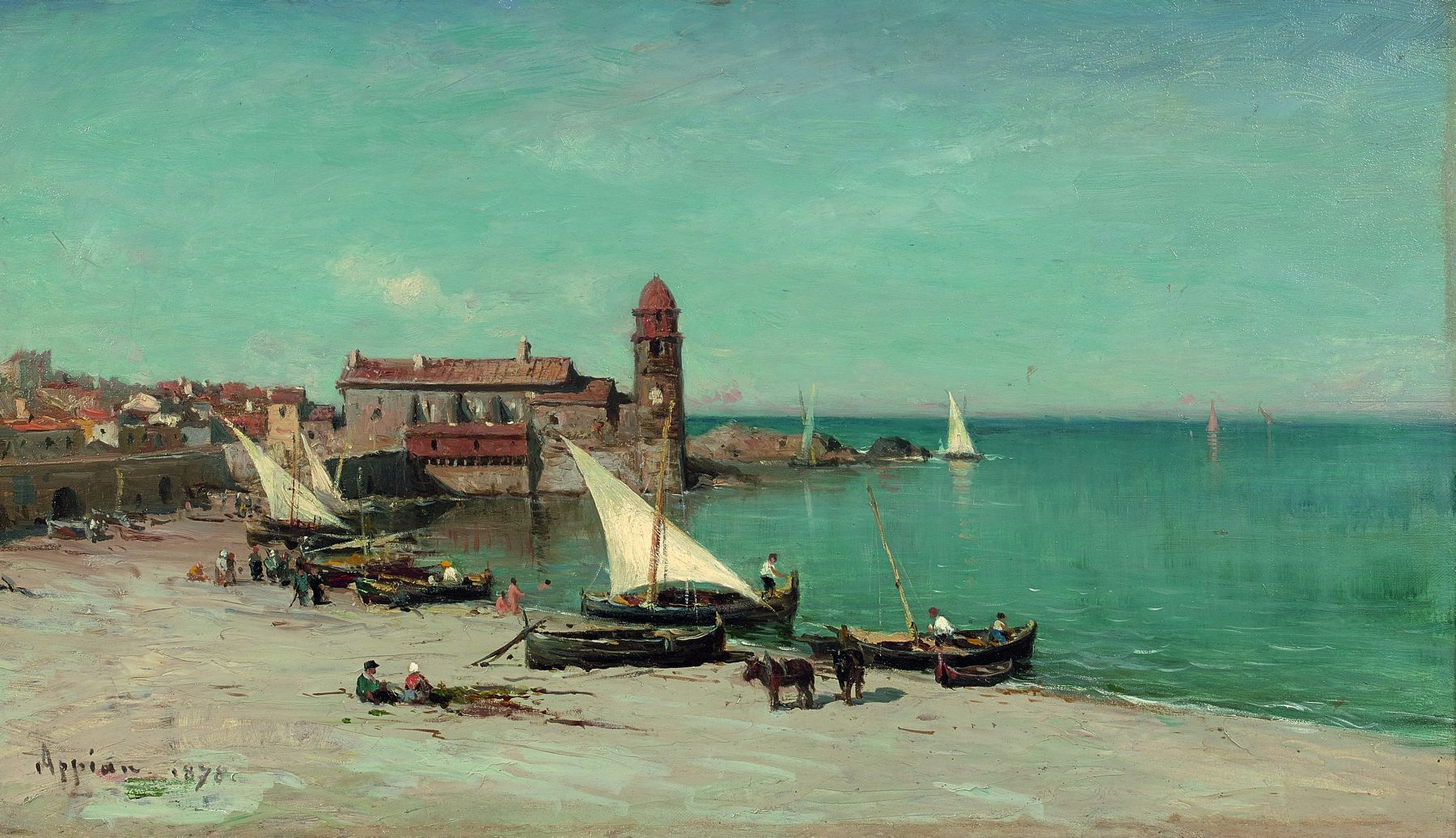
「コリウールの海岸」 (画)アドルフ・アッピアン
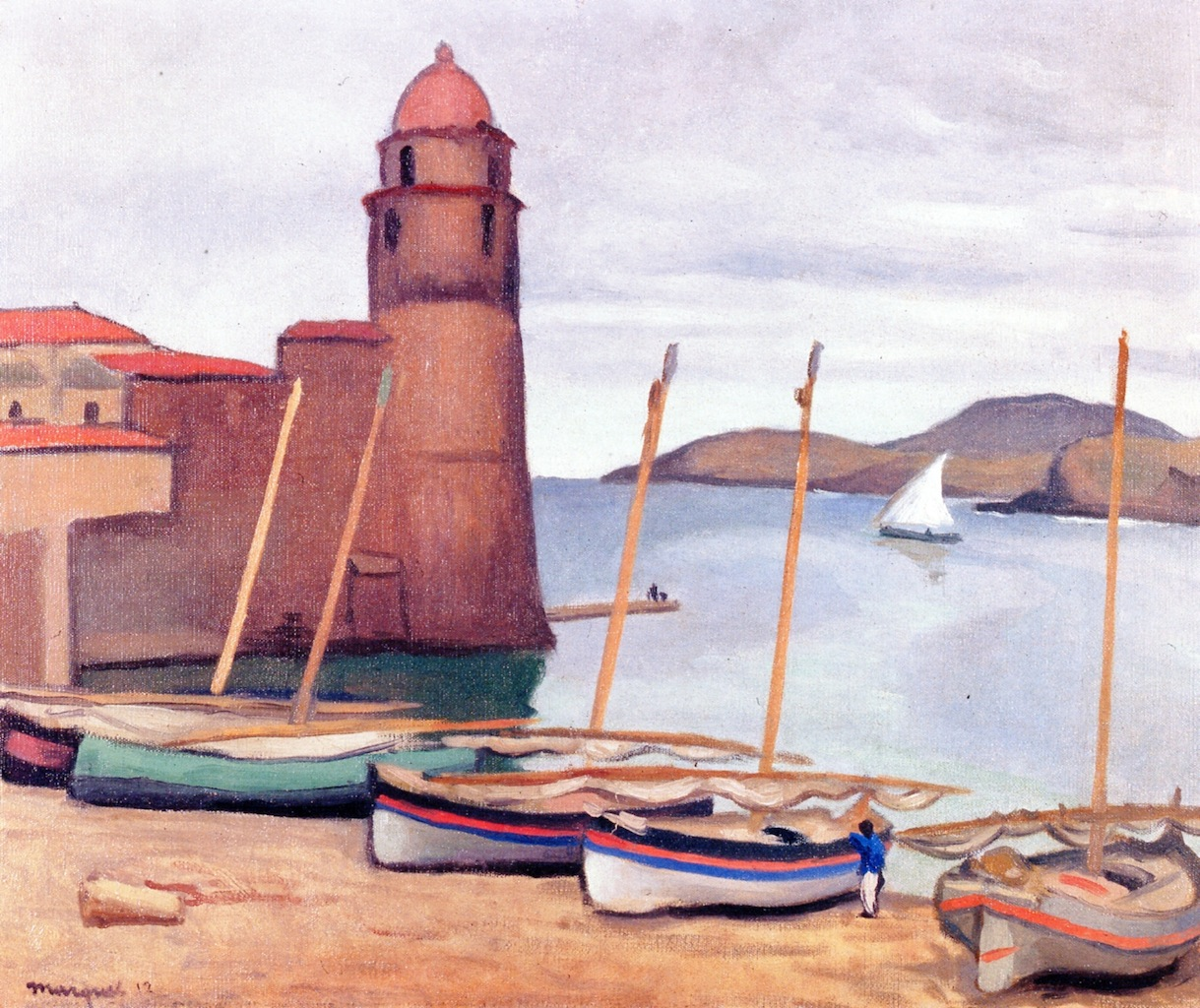
「コリウールの灯台」 (画)アルベール・マルケ
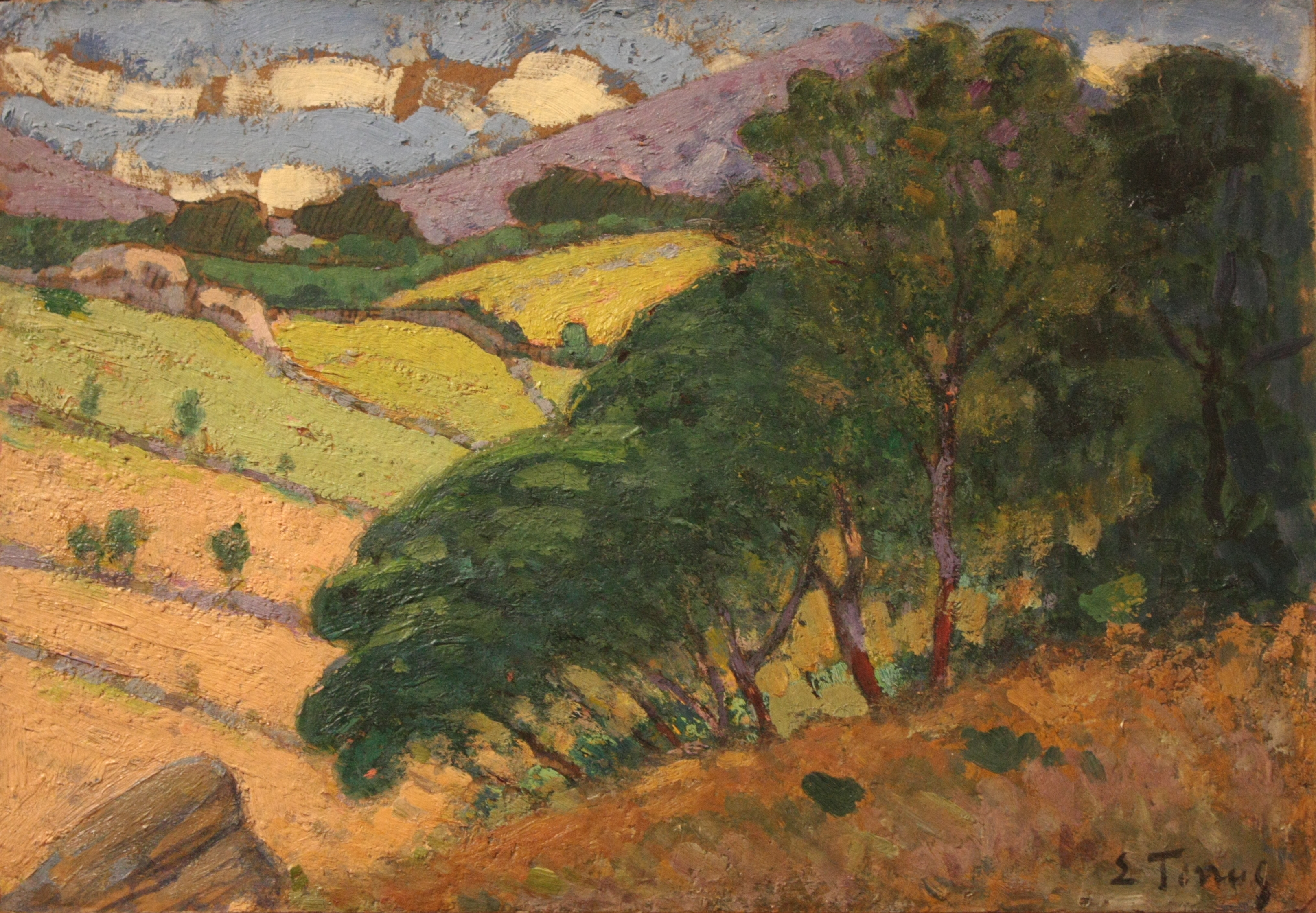
「コリウールのまわり」 (画)エティエンヌ・テリュス

## 姉妹都市
- ソリア、スペイン